# Каті Вільгельм
Катаріна (Каті) Вільгельм  (нім. Katarina (Kati) Wilhelm; 2 серпня 1976, Шмалькальден, Тюрингія, НДР) — німецька біатлоністка, триразова олімпійська чемпіонка.

## Освіта
У 1995 році Каті Вільхельм закінчила спортивну гімназію в Обергофі, має вищу освіту (електротехнік).

## Професія
З 1995 року — гаупт-фельдфебель бундесверу в Обергофі.

## Мови
Німецька, англійська.

## Захоплення
Книги, музика, комп'ютер, любить подивитися фільм з Мег Раян чи просто побалакати.

## Риси характеру
Каті відкрита і комунікабельна молода жінка. Дуже життєрадісна і багато сміється. Завжди мислить оптимістично. Зі слів Катрін Апель: «З Каті Вільгельм ми сусідки в кімнаті й розуміємо одна одну дуже добре. Вона моя повна протилежність, дуже оптимістична людина, задерикувата й зухвала, але не бентежиться з цього приводу. Однак, попри це, Каті завжди підбадьорює мене після поганих результатів. Ми одна одну добре доповнюємо. Іноді у мене навіть виникає відчуття, що ми розуміємо одна одну без слів. Нам досить тільки глянути одна на одну, щоб зрозуміти, про що думаємо.»

## Талісмани Каті
Маленький лев, фотографії її друга та племінників.

## Батьки Каті Вільгельм
Ґергард Вільгельм: 15.10.1943. 
Марго Вільгельм: 7.01.1950. 
Сестра Мелані 10.11.1972.
Два племінники: Пауль 13.09.1997; Макс 27.04.2001.

## Біографія
Каті Вільгельм (повне ім'я: Katarina Wilhelm) народилася 2 серпня 1976 року в місті Шмалькальден (Німеччина). Шкільне життя проходило нормально, але з першого класу Каті приділяла увагу спорту, а найбільше — бігу на довгі дистанції. Свій перший досвід у лижних гонках вона отримала у 1983 році у місті Штайнбах-Галленберг, де вона досі й проживає. У 14 років Каті вступила в спортивну гімназію в Обергофі, яку закінчила в 1995 році. З 1995 року Каті Вільхельм пішла в спортивну групу бундесверу в Обергофі, де отримала звання гаупт-фельдфебель).
На Олімпійських іграх в Нагано (Японія) 1998 року Каті Вільгельм була п'ятою в лижних гонках. 
У 1999 році вона перейшла у біатлон, чому сприяли ключові обставини: «Я була на Чемпіонаті світу серед військових, коли ще була лижницею. Я спостерігала за тренуваннями з біатлону і мене хтось запитав, чи не хочу я також спробувати 10 разів зробити постріл». Для Каті це був перший контакт з біатлонною зброєю. І коли із 10 пострілів 9 були успішними, вона заразилася вірусом біатлона. Той сезон у лижних гонках склався не так, як хотілося б, і тому Каті вирішила перейти в біатлон. «Я собі казала, що спробую, а якщо щось буде не так, то я завжди зможу повернутися, і я буду знати, що, в принципі, я спробувала все». Це було хороше рішення. Вже в першому для неї кубковому етапі у 2000 році Каті показала гарний результат. «Там я вперше зайняла третє місце, і з того моменту я вже знала, що я зробила правильний вибір».
Стрибок на подіум біатлонного кубкового етапу допоміг отримати Каті Вільгельм величезну долю впевненості в собі. Довгі тяжкі тренування — «з травня ми тренувалися щоденно» — і залізна воля принесли успіх в найближчий рік. Відтоді Каті є переможницею німецьких змагань, чемпіонатів світу, кубкових етапів і триразовою олімпійською чемпіонкою.
Каті вже декілька років зустрічається із сервісером американської біатлонної збірної Андреасом Емсландером. Найкращою подругою Каті у німецькій біатлонній команді є Катрін Апель.
Найважливішим у житті Каті є здоров'я і задоволення. «Я людина, яка сміється дуже багато…».
Велика конкуренція в німецькій команді для Каті Вільгельм є стимулом, а не завадою. «Кожний день я знаю, на якому рівні знаходжусь». Її сили направлені на збільшення швидкості, «так як в мене немає страху перед великими змаганнями, я можу зберігати спокій, і мої зусилля на тренуваннях повторюються на змаганнях».
Гарним спогадом у її кар'єрі є виступ на Олімпійських іграх 2002 року в Солт-Лейк-Сіті, де вона виграла два золота та одне срібло.
Біатлонний сезон 2005/06 пройшов під знаком Каті Вільгельм. Каті провела чудовий сезон — 6 перемог, 9 других місць і виграла великий кришталевий глобус у загальному заліку, а також два малих кришталевих глобуси в переслідуванні і спринті.
На олімпійських іграх у Турині Каті озолотила свій успішний сезон.
Після цього з трьома золотими і трьома срібними медалями на олімпійських іграх Каті стала найуспішнішою біатлоністкою в історії.
Журналісти називають Каті «червоною шапочкою» через червоний колір волосся та спортивну шапку червоного кольору, яку вона постійно одягає на біатлонних змаганнях.
Перед кожною гонкою Каті на щастя приймає дитячі таблетки від кашлю «Fishermen's Friends» та щоразу одягає нову бейсболку.
У сезоні 2006/2007 Каті Вільгельм зайняла друге місце. Її змогла випередити співвітчизниця Андреа Генкель. Також у 2007 році Каті взяла учать у чемпіонаті Росії, де виграла автомобіль Lexus.

## Результати минулих сезонів
```
Ханти-Мансійськ
, Мас-старт 12.5 км, Жінки 17 

Ханти-Мансійськ
, Гонка переслідування 10 км, Жінки 20 

Ханти-Мансійськ
, Спринт 7.5 км, Жінки 11

Гольменколлен
, Мас-старт 12.5 км, Жінки 6 

Гольменколлен
, Гонка переслідування 10 км, Жінки 3 

Гольменколлен
, Спринт 7.5 км, Жінки 19 

Лахті
, Гонка переслідування 10 км, Жінки 2 

Лахті
, Спринт 7.5 км, Жінки 2 

Лахті
, Індивідуальна гонка 15 км, Жінки 3 

Антхольц-Антерсельва
, Естафета 4х6 км, Жінки 1 

Антхольц-Антерсельва
, Мас-старт 12.5 км, Жінки 3 

Антхольц-Антерсельва
, Гонка переслідування 10 км, Жінки 9 

Антхольц-Антерсельва
, Спринт 7.5 км, Жінки 7 

Поклюка
, Мас-старт 12.5 км, Жінки 2 

Поклюка
, Гонка переслідування 10 км, Жінки 1 

Поклюка
, Спринт 7.5 км, Жінки 3 

Рупольдинг
, Мас-старт 12.5 км, Жінки 2 

Рупольдинг
, Спринт 7.5 км, Жінки 10 

Рупольдинг
, Естафета 4х6 км, Жінки 2 

Обергоф
, Гонка переслідування 10 км, Жінки 5 

Обергоф
, Спринт 7.5 км, Жінки 9 

Обергоф
, Естафета 4х6 км, Жінки 2 

Гохфільцен
, Естафета 4х6 км, Жінки 4 

Гохфільцен
, Спринт 7.5 км, Жінки 7 

Гохфільцен
, Індивідуальна гонка 15 км, Жінки 11 

Гохфільцен
, Естафета 4х6 км, Жінки 2 

Гохфільцен
, Гонка переслідування 10 км, Жінки 4 

Гохфільцен
, Спринт 7.5 км, Жінки 4 

Естерсунд
, Гонка переслідування 10 км, Жінки 4 

Естерсунд
, Спринт 7.5 км, Жінки 2 

Естерсунд
, Індивідуальна гонка 15 км, Жінки 23
```